# Чермін (Плешевський повіт)
Чермін (пол. Czermin) — село в Польщі, у гміні Чермін Плешевського повіту Великопольського воєводства.
Населення — 880 осіб (2011).
У 1975-1998 роках село належало до Каліського воєводства.

## Демографія
Демографічна структура станом на 31 березня 2011 року:
|          | Загалом | Допрацездатний вік | Працездатний вік | Постпрацездатний вік |
| -------- | ------- | ------------------ | ---------------- | -------------------- |
| Чоловіки | 435     | 103                | 292              | 40                   |
| Жінки    | 445     | 100                | 263              | 82                   |
| Разом    | 880     | 203                | 555              | 122                  |